# JSE Limited
JSE Limited (tidligere JSE Securities Exchange og Johannesburg Stock Exchange)
er en sydafrikansk børs i Sandton, Johannesburg. I 2003 havde JSE 472 noterede selskaber med en samlet markedsværdi på 182,6 mia. USD. I 2011 var markedsværdien af de noterede aktier steget til 789 mia. USD, og børsen er dermed Afrikas største og en af verdens største.[kilde mangler]
JSE drives af JSE Limited, en virksomhed der har været børsnoteret på sin egen børs siden juni 2006.

## Historie
Opdagelsen af guld i Witwatersrand i 1886 betød, at mange mine- og finansieringsvirksomheder efterspurgte en børs. 
Johannesburg Exchange & Chambers Company blev etableret af en forretningsmand fra London, Benjamin Minors Woollan, som fik hjemme på hjørnet af Commissioner og Simmonds Streets. På denne baggrund blev JSE grundlagt 8. november 1887. I 1890 var bygningen blevet for lille, og den blev genopbygget, men var stadig for lille, og handelen måtte flytte ud på gaden.
I 1903 stod en ny bygning færdig til JSE i Hollard Street. Det var en etagebygning, der fyldte hele blokken mellem Fox and Main, Hollard and Sauer Streets.
I 1947 blev det besluttet at bygge endnu en ny bygning, som stod færdig i 1961, stadig i Hollard Street. 
I 1978 flyttede JSE til 17 Diagonal Street nær Kerk Street, Johannesburg. I 1993 blev JSE medlem af African Stock Exchanges Association. 7. juni 1996 gik man over til et computerbaseret handelssystem.
September 2000 flyttede Johannesburg Securities Exchange til sin nuværende lokalitet i Sandton, og samtidig blev navnet ændret til JSE Securities Exchange.